# Passfeder

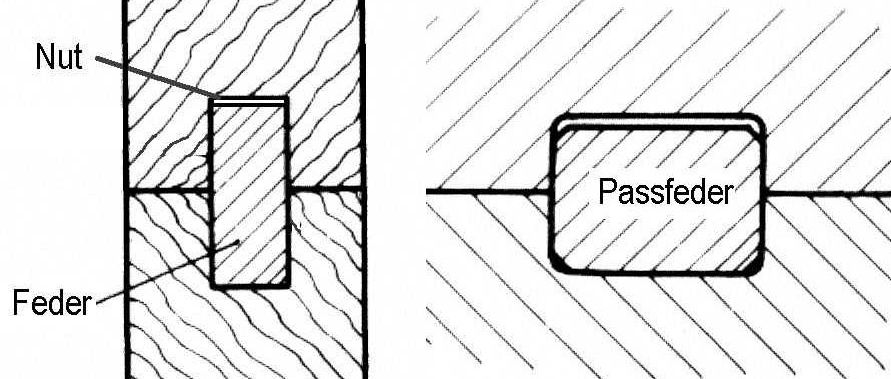
Von der Nut-Feder-Verbindung beim Holz zur Passfeder

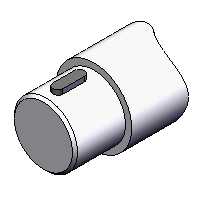
Wellenende mit in Passfedernut eingelegter Passfeder

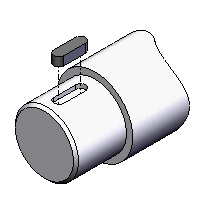
Wellenende mit aus Passfedernut entnommener Passfeder

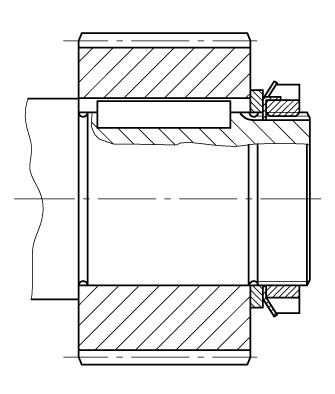
Welle-Nabe-Verbindung mit Passfeder, Nutmutter und Sicherungsblech

Eine Passfeder (auch Federkeil) ist ein Maschinenelement aus dem Maschinenbau und wird zur Realisierung einer Welle-Nabe-Verbindung benutzt. Die Verbindung ist formschlüssig und dient zur Übertragung von Drehmomenten (zum Beispiel Antriebswelle - Zahnrad).

## Aufbau
Die Passfeder ist ein massives, längliches Metallteil mit rechteckigem Querschnitt, wird in eine entsprechend gefräste Passfedernut in der Welle eingelegt und ragt aus dieser heraus. 
Die zugehörige Nabe ist mit einer durchgehenden geräumten Nut versehen und wird zur Montage axial über die Passfeder geschoben. Die Passfeder wirkt durch Formschluss an ihren Flanken als Mitnehmer und überträgt das Drehmoment der Welle auf das anzutreibende Bauteil (im Falle einer Antriebswelle) oder das Drehmoment des antreibenden Bauteils auf die anzutreibende Welle (im Falle einer Abtriebswelle). In axialer Richtung muss das Rad auf der Welle gegen Verschieben gesichert werden. Übliche Formen der axialen Fixierung an der Wellenschulter sind Sicherungsring oder Nutmutter.

## Dimensionierung
Die Größe der Passfeder ergibt sich
- für den Querschnitt aus dem Wellendurchmesser (zum Beispiel ist für den Wellendurchmesser 40 mm der Passfederquerschnitt (B×H) 12 × 8 mm vorgesehen) und
- für die Länge  aus dem zu übertragenden Drehmoment (Berechnung auf Flächenpressung zwischen Nabe und Passfeder und zwischen Passfeder und Welle; letztere kann oft unterbleiben, weil in der Regel das Material der Welle fester als das der Nabe ist).

## Berechnung
Die Berechnung erfolgt nur auf Flächenpressung, da die Normmaße für die Passfeder so gewählt sind, dass die zulässige Scherspannung nicht überschritten wird, wenn die zulässige Flächenpressung eingehalten wird.

## Norm
Passfedern sind nach Form und Abmessungen in der DIN 6885 genormt. Diese Norm legt u. a. auch fest, dass zur Tolerierung der Nutbreite eine Passung mit dem Toleranzfeld P9, N9 oder JS9 nach dem Passungssystems Einheitswelle laut DIN 7155 verwendet wird. Die Passfeder entspricht damit einer Einheitswelle mit Toleranzfeldlage h (oberes Abmaß = 0). Gestaltungs- und Berechnungsgrundlagen von Passfederverbindungen legt die DIN 6892 fest.

## Ausführungsvarianten
Es gibt rundstirnige Passfedern, geradstirnige Passfedern sowie rundstirnige Passfedern mit Halte- und Abdrückschrauben.
Die nutzbare Länge einer rundstirnigen Passfeder ist deren Gesamtlänge abzüglich deren Breite, da die beidseitigen Rundungen in der Nabe nicht tragen. Bei geradstirnigen Passfedern ist die Gesamtlänge als tragende Länge anzusetzen.
Eine ähnliche Art der Welle-Nabe-Verbindung ist die Scheibenfeder, früher auch als Woodruff-Keil bezeichnet. Hier wird nicht mit einem Stirnfräser, sondern mit einem Scheibenfräser eine halbrunde Nut in die Welle gefräst und eine halbrunde Scheibe als Keil eingelegt. Die Nabe ist genauso ausgeführt wie bei Verwendung einer Passfeder. Der Nachteil dieser Variante ist, dass die Welle durch die notwendige, tiefere Nut mehr geschwächt wird, weshalb diese Ausführung weniger häufig verwendet wird.

## Vor-/Nachteile und Alternativen
- Vorteile einer Passfederverbindung:
  - preisgünstig
  - einfach montier-/demontierbar
  - geringer Fertigungsaufwand
  - gute Wiederverwertbarkeit

- Nachteile einer Passfederverbindung:
  - Kerbwirkung auf die Welle
  - die Passfedernut schwächt den tragenden Querschnitt der Welle und Nabe
  - zusätzliche Sicherung gegen axiale Verschiebung notwendig
  - bedingt geeignet bei Lastrichtungswechsel[1]
  - für stoßartige Belastung nicht geeignet
  - übertragbares Drehmoment relativ gering
  - erzeugt Unwucht (Abhilfe durch mehrere symmetrisch angeordnete Passfedern möglich)

- Alternativen zur Passfederverbindung:
  - Pressfügen
  - Zahnprofil, Keilwellenverbindung
  - Polygonprofil
  - Scheibenfeder
  - Taper-Buchse (z. B. für Keilriemenscheiben)
  - Spannsatz